# パワーローダー (エイリアン2)
パワーローダー(Power Loader)は、映画『エイリアン2』に登場する、パワードスーツに類される架空の作業機械である。

## 概要
重量物を運搬するための機械装置で、人間が搭乗して操作する。二足歩行での移動機能や2本のマニピュレーターを持ち、コンテナをつかんだまま移動することができる。移動速度こそ遅いものの各部関節の自由度は広く、狭い環境での重量物の上げ下ろし作業に向いている。実質的には人型フォークリフトではあるが、映画の作中では危険な宇宙生物「エイリアン・クイーン」を相手に宇宙船内で1対1の格闘を行い、これを船外へ排出することに成功した。
動力源については特に語られていないが、アクチュエータは油圧で駆動するため、軽快な動作はできない。しかし、油圧の確実な動作で外部からの力を完全に制しきるだけの出力を持つ。単純な駆動系による確実さは、実作業における信頼性を備える。
操作系は作業機械の常として、安全性を重視するうえに単純で直感的である。腕部の肩から肘にかけては搭乗者の腕の動きをなぞるように動作し、前腕部とマニピュレータはジョイスティックで操作する。また、脚部は搭乗者の足の動きに追従するようになっている。各種オプション装備はジョイスティックの周辺部にあるボタンで操作できるほか、このコンソールは周辺設備の遠隔操作をおこなう機能を備えており、宇宙船内ではエアロックもここから遠隔操作した。
ただ、純粋な作業機械であって戦闘用の機器ではないため、搭乗者はロールケージ状のフレームで囲まれただけで外部に露出している。また、転倒やコンテナ崩落などによる事故から搭乗者を守るためのものであって搭乗者を覆う装甲ではないため、エイリアンとの対決は命がけの格闘となった。作業機械としての設計は質実剛健を極め、エイリアンとの格闘に際しては繰り返しの打撃を機体に受けても目立った損傷や機能不全を起こすことは無く、エイリアン・クイーンを横殴りで張り飛ばしたり両手でつかんで持ち上げるなどかなりの堅牢さを見せる。
なお、単なる運搬装置以外に汎用の作業機械でもあるらしく、ロールケージ側部には用途は不明ながらも小型のガスバーナー（火炎放射器ではなく工具の延長的なもの）も組み込まれており、エイリアン・クイーンとの格闘に際して牽制に使われている。このバーナーは前述のコンソールパネルで点火する。

## 映画のプロップとして
映画『エイリアン2』のプロップ（撮影用の作り物）としてのパワーローダーは、クライマックスの迫力あるシーンを飾るため、実物大のものが製作された。リアルさを演出しようと、兵器や装備においても現用兵器や機器を元にしてイメージが作られ、パワーローダーにおいても実際の油圧フォークリフトの油臭い雰囲気を持たせるため、細部まで丹念に造形された。しかし、映画を制作した1986年時点で二足歩行機械を制御する技術は存在しなかったため、撮影時もパワーローダーを後方からシャフトで支えることで立たせていた。それでも、この重厚かつ鈍重な作業用機械が戦う姿はファンに歓迎され、後年にはいくつかのアクションフィギュアも販売されている。

## 関連作品での扱い
アーケードゲーム『エイリアンVSプレデター』では、外観はほぼ同一ながら火炎放射器を装備して格闘戦をこなせる、マイナーチェンジ版が登場する。
FPSゲーム『エイリアンVSプレデター2』では、本機およびその発展型として重火器の装備や装甲の追加などが施され、完全な戦闘用に強化改造された、エクソスーツ (ExoSuit) という機体が登場する。

## 現実の道具として
パワーローダーの形態に最も近い外骨格型パワーアシスト機械として、1965年にアメリカのゼネラル・エレクトリックが「ハーディマン」の開発を開始したが、技術的難航から1970年代に中断している。航空機に爆装を行う用途を前提としていたため、アシスト以上のパワーを持たせようとした点でもパワーローダーに近い。
2009年にはパナソニック関連のベンチャー会社で、強化服などの研究を行うアクティブリンクが、パワーローダーを模した建築現場向けの強化服を公開した。2015年に実地テストを行う予定で、販売も計画しているという。
映画に登場した物よりも小型だが、こちらは支えなしで稼働できる。
二足歩行ではなくキャタピラー走行だが、パワーローダーに近い実在の重機もあり、外部リンクも参照されたい。